# Comuna de Opatów
Opatów (polaco: Gmina Opatów) é uma gminy (comuna) na Polónia, na voivodia de Santa Cruz e no condado de Opatowski. A sede do condado é a cidade de Opatów.
De acordo com os censos de 2004, a comuna tem 12 711 habitantes, com uma densidade 112,1 hab/km².

## Área
Estende-se por uma área de 113,39 km², incluindo:
- área agricola: 92%
- área florestal: 2%

## Demografia
Dados de 30 de Junho 2004:
|                      | Total   | Total | Mulheres | Mulheres | Homens  | Homens |
| -------------------- | ------- | ----- | -------- | -------- | ------- | ------ |
|                      | pessoas | %     | pessoas  | %        | pessoas | %      |
| População            | 12 711  | 100   | 6703     | 52,7     | 6008    | 47,3   |
| Densidade (pop./km²) | 112,1   | 100   | 59,1     | 59,1     | 53      | 53     |

De acordo com dados de 2005, o rendimento médio per capita ascendia a 1511,93 zł.

## Comunas vizinhas
- Baćkowice, Ćmielów, Iwaniska, Lipnik, Sadowie, Wojciechowice